# ヘウレーカ
『ヘウレーカ』 (HEUREKA) は、岩明均による古代ローマ時代を舞台とした歴史漫画。全6話。タイトルのヘウレーカはアルキメデスがアルキメデスの原理を発見した際に叫んだ言葉である「ヘウレーカ」 (ΕΥΡΗΚΑ / εὕρηκα, /hěurɛːka/, 古代ギリシャ語で、"I have found (it)" の意味) から。
2001年から2002年にかけて『ヤングアニマル増刊Arasi』（白泉社）にて連載され、単行本はジェッツコミックス（白泉社）より全1巻で刊行された。

## あらすじ
紀元前3世紀後半、物語の舞台となるのは共和政ローマ時代のシチリア島の中心都市シラクサ……。スパルタ人のダミッポスは、故郷の政治的混乱から逃れシラクサに流れ着く。そこでローマ人だがこの上なくシラクサを愛する女性、クラウディアと出会う。
しかし、時はローマ対カルタゴの第二次ポエニ戦争の真っ只中であり、シラクサは非常に重大な選択に迫られていた。シラクサが親ローマ派と親カルタゴ派で分裂する中、カルタゴのハンニバルの下に亡命していた反ローマ最強硬派のエピキュデス将軍が帰還し、クーデターにより親ローマ派の排除に成功。ローマとの長年の同盟を破棄し、カルタゴ陣営に加わった。
市内のローマ人がつぎつぎと連行されていく中、クラウディアとダミッポスは何とかローマ派の重鎮である学者アルキメデスの下で保護を受けることになる。同盟を破棄されたローマは、シラクサに大軍を差し向ける。しかしそこには天才アルキメデスの作った強力な防御兵器があった。

## 登場人物
ダミッポス
スパルタ人。故郷の政治的混乱を避けてシラクサに逃げてきた。勇猛果敢で質実剛健（悪く言えば「脳筋」）で有名なスパルタ人らしくなく、軟弱で頼りなさそうなハンサムな優男。しかし頭脳は明晰で、そのお陰でアルキメデスにも気に入られているが、名前を覚えてもらえず「ダメッピ」などといわれる。口が巧い雄弁家であり、なおさら寡黙を美徳とするスパルタ人らしくないが、雄弁を才能として評価するローマ人であるマルケルスにも気に入られる。
プルタルコス「マルケルス伝」18にてシラクサから出航してマルケルスに捕らえられた人物として「ダミッポス」は一度だけ言及されている。捕虜となったダミッポスについてシラクサは身代金と交換にマルケルスに返還を要求し、マルケルスとシラクサはダミッポスの身柄について交渉を行なっている。この交渉の際にマルケルスはシラクサの城壁の弱点となる「塔」を見つけ、この塔からシラクサを陥落させたとされる。本作は分量的にも少ないこの逸話を題材にしている。
クラウディア
シラクサに住むローマ人女性。ダミッポスと仲がいい。シラクサをこよなく愛しているが、シラクサが故郷ローマに反旗を翻したことで苦しい立場におかれる。ダミッポスとは違い架空の人物。ただし、ローマにおいては全てのクラウディウス氏族の女性がクラウディアの名で呼ばれるため、同名のローマ人女性は多く実在した。
アルキメデス
天才学者であるが、70歳を越した老人であり、研究以外のことについては認知症気味。シラクサのローマ派の重鎮であり、シラクサのみならず地中海世界全体から尊敬を集めている。街には防御用に彼が作った兵器がいたるところに設置されており、ローマ軍を苦しめる。しかしながらそのような人を殺す「兵器」の開発をしたことを後悔している。ダミッポスを古くからの弟子と思い込んでいる。シラクサ陥落後に何か大きな発見をするが、庭の土に描いたそれに関する図形を踏み付けていたローマ兵を悪しざまに罵倒したことで殺害される。この時の「わかったぞ!」がタイトルのヘウレーカであり、アルキメデスの原理を発見した際に叫んだという逸話がある。
実在した有名な人物であり、ローマ軍を苦しめた兵器に関しても実在したかは不明だが、その様な伝承があるのは事実である。ただし、晩年認知症気味になっていたという描写は創作である。
エピキュデス
シラクサ軍司令官。長らくカルタゴに亡命し、カルタゴの英雄ハンニバルの下で過ごす。ハンニバルの天才性に心酔している。政治的にもカルタゴ派であり、帰還と同時にローマ派を殺害、市民を扇動し、市内のローマ人を連行、ひそかに殺害する。野心家であり、「シラクサのハンニバル」をもって自任しているが、戦争を終わらせた後に対して明確なビジョンがある訳でもなくただローマ軍に反撃を続ける。ダミッポスが明かした「不吉の塔」を攻略されたことで敗北。シラクサを脱出する破目になる。実在の人物。
マルケルス
ローマ軍司令官。かつて「ローマの剣」と異名をとった英雄。半ば引退していたが、カルタゴの攻勢によって再び戦場へ赴く。アルキメデスの兵器が猛威を振るい、苦戦する。実在の人物。ただし彼の「ローマの剣」という異名は、史実ではハンニバルに対して積極果敢に挑んだ事によってついた綽名であり、半ば引退した老将が現役復帰したかのような描写は創作である。

## 書誌情報
- 岩明均 『ヘウレーカ』 白泉社〈ジェッツコミックス〉、2002年12月。ISBN 978-4592135005

海外版
- 漢語版：　陳少怡訳『神鬼戰略』長鴻出版社、2003年。ISBN 9787107651748
- 朝鮮語版：　オ・ギョンファ訳『유레카』ソウル文化社、2005年。ISBN 8953261783, ISBN 9788953261785
- フランス語版：　『Eureka』 Komikku Éditions 社、2014年。ISBN 9791091610377
- イタリア語版：　『Eureka』RW Edizioni 社、2015年。ISBN 9788867122912

## ラジオドラマ
NHK-FM放送『青春アドベンチャー』枠で、2013年4月29日から5月3日にかけて全5回のラジオドラマが放送された。

### スタッフ
- 原作：岩明均
- 脚色：坂本正彦
- 選曲：黒田賢一
- 演出：藤井靖
- 技術：林晃広
- 音響効果：米本満

### 出演
- ダミッポス - 多田直人
- クラウディア - 渋谷はるか
- アルキメデス - 吉見一豊
- 語り - 立木文彦
- マルケルス - 真那胡敬二
- エピキュデス - 石橋徹郎
- ヘレナ/女市民D - 末次美沙緒
- ティトゥス/軍医 - 石住昭彦
- アッピウス/ローマ兵B - カゴシマジロー
- カイオス/ローマ兵A - 荒井志郎
- 女市民A - 武藤晃子
- 女市民B - 温井摩耶
- 女市民C - 小林千恵